# 卡勒富爾 (海地)
卡勒富爾（法語：Carrefour；海地克里奧爾語：Kafou）是海地的城市，由西部省負責管轄，面積165.16平方公里，海拔高度39米，2009年人口465,019。2010年1月12日，該市以西10公里發生黎克特制7.2地震。

## 外部連結
- . Reuters AlertNet. 2010-02-15  [2012-10-03]. （原始内容存档于2010-02-21）.
- . ReliefWeb. 2010-02-28  [2021-07-10]. （原始内容存档于2017-03-04）.

18°32′04″N 72°24′34″W / 18.53444°N 72.40944°W